# 伊科羅杜
伊科羅杜（英語：Ikorodu）是尼日利亞西南部的城市，由拉各斯州負責管轄，位於拉各斯東北23公里的拉各斯潟湖畔。2007年8月，洪水造成六人死亡，當局需要疏散更多居民。

## 外部連結
- Ikorodu Local Government

6°36′N 3°30′E / 6.600°N 3.500°E